# Så sjunger jag för dig
Så sjunger jag för dig (originaltitel Step We Gaily, on We Go) är en novell av den irländske författaren Colum McCann, först utgiven som en del av samlingen Fishing in the Sloe-Black Water 1994. Novellen utgavs på svenska 2010, som en s.k. boksingel av förlaget Lindqvist Publishing.

## Handling
Handlingen utspelar sig i New Orleans, USA och pendlar mellan nutid och dåtid. Den f.d. professionella boxaren Flaherty betänker samhällsutvecklingen och de saker som han anser har blivit till det sämre med åren. Han upprörs över graffitin i trauppuppgången, musiken av idag och ungdomar i största allmänhet. Han tänker också på frun, Juanita, och på tiden när de träffades.
Det är tvättdag och Flaherty beger sig till den allmänna tvättomaten. Bland de andra besökarna märks inte minst en blond kvinna, "Donnan", som Flaherty noterar inte bara för hennes attraktiva utseende, utan även för att hon äger en snygg blus, i Juanitas storlek. När kvinnan lämnar lokalen öppnar Flaherty hennes tvättmaskin och stjäl blusen.
Hemkommen erinrar sig Flaherty att han glömt sin rutiga keps på tvättomaten. Han bestämmer sig för att gå tillbaka, trots risken att stöta på Donnan igen. Väl där hittar han kepsen, men stöter samtidigt på Donnan, som frågor om han sett någon misstänkt tjuv när han var där. Kvinnan förklarar vidare att blusen var en present från hennes pojkvän och att den har stort affektionsvärde för henne. Flaherty får skuldkänslor och säger snabbt att han måste kila hem till sin fru. När Flaherty ska lämna tvättomaten kommer Clarence LeBlanc, som har överhört konversationen med Donnan. Han påpekar att Flaherty inte har någon fru och hindrar denne från att lämna stället. Flaherty slår Clarence på käften och rusar ut. Novellen avslutas med att Clarence jagar Flaherty genom stan. När Clarence är nästan ikapp tänker Flaherty "köp fanskapet en skottkärra".

## Karaktärer
- Flaherty, novellens protagonist. En f.d. professionell boxare som emigrerat till USA från Irland. Han lever i det förgångna och inbillar sig att han fortfarande är tillsammans med sin fru, trots att hon lämnat honom tjugofem år tidigare.
- Juanita, Flahertys exfru. Lämnade maken tjugofem år innan berättelsen utspelar sig.
- Mrs. Jackson, Flahertys granne.
- Clarence LeBlanc, en man i trettioårsåldern som jobbar som hyresinkasserare. Ogillas skarpt av Flaherty.
- Donnan, en attraktiv och förmodat rik kvinna som Flaherty stjäl en blues från i tvättomaten.

## Intertextuella referenser
- Guns 'n' Roses står sprejat på väggen i Flahertys hus.
- Författarna Seán O'Casey och John Millington Synge.